# Bogdaniec (województwo podlaskie)
Bogdaniec – kolonia w Polsce położona w województwie podlaskim, w powiecie białostockim, w gminie Zabłudów.
W latach 1975–1998 miejscowość należała administracyjnie do województwa białostockiego.
Wierni kościoła rzymskokatolickiego należą do parafii św. Jana Chrzciciela w Białymstoku.

## Zabytki
- zespół dworski, 2 poł. XIX, nr rej.:817 z 7.08.1996
  - dwór,
  - spichrz,
  - park[6].